# Elpidia glacialis
Elpidia glacialis är en sjögurkeart. Elpidia glacialis ingår i släktet Elpidia och familjen Elpidiidae. Inga underarter finns listade i Catalogue of Life.

## Bildgalleri

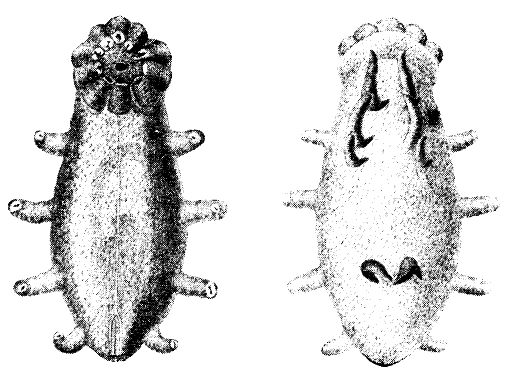